# Verwaltungsgemeinschaft Hettstadt
In der Verwaltungsgemeinschaft Hettstadt im unterfränkischen Landkreis Würzburg haben sich folgende Gemeinden zur Erledigung ihrer Verwaltungsgeschäfte zusammengeschlossen:
1. Greußenheim, 1624 Einwohner, 17,66 km²
2. Hettstadt, 3599 Einwohner, 13,92 km²

Der Sitz der Verwaltungsgemeinschaft ist in Hettstadt.
Die Verwaltungsgemeinschaft ging am 1. Januar 1980 aus der zu diesem Zeitpunkt aufgelösten Verwaltungsgemeinschaft Waldbüttelbrunn hervor.